# Oncidium abortivoides
Oncidium abortivoides är en orkidéart som beskrevs av Mark W. Chase och Norris Hagan Williams. Oncidium abortivoides ingår i släktet Oncidium och familjen orkidéer. Inga underarter finns listade i Catalogue of Life.